# Barcelonès Nord
El Barcelonès Nord, també anomenat Baix Besòs, és una subcomarca, amb capital a Badalona. Estrictament, com a subcomarca del Barcelonès, comprèn els municipis al nord de Barcelona: Badalona, Santa Coloma de Gramenet i Sant Adrià de Besòs. Entitats com Òmnium incorporen també dos municipis del Maresme: Tiana i Montgat. En conjunt, constitueix una de les quatre zones pastorals de l'Arquebisbat de Barcelona amb els arxiprestats de Badalona nord, Badalona sud i Gramenet.
Els límits geogràfics són: el Besòs i el límit municipal de Sant Adrià de Besòs pel sud-oest, el mar al sud-est i la serralada de Marina al nord.
La població del Barcelonès Nord és de 386.817 habitants, té una superfície de 43,85 km² i una densitat de 8791,29 hab/km².
| Municipis                | Habitants (2007) |
| ------------------------ | ---------------- |
| Badalona                 | 216.201          |
| Montgat                  | 9.778            |
| Sant Adrià de Besòs      | 32.734           |
| Santa Coloma de Gramenet | 116.765          |
| Tiana                    | 7.417            |